# Jan N. Lorenzen
Jan N. Lorenzen (* 1969 in Hamburg) ist ein deutscher Journalist, Autor und Regisseur.

## Leben und Werk
Nach dem Abitur 1988 studierte er an der Universität Hamburg, der FU Berlin und der Humboldt-Universität zu Berlin Neuere und Neueste Geschichte. Von 1994 bis 2000 war er als Redakteur beim  Mitteldeutschen Rundfunk im Bereich Kultur und Zeitgeschichte tätig. Seit 2001 arbeitet er als freier Autor, Journalist und Regisseur. Schwerpunkt seiner Arbeit sind TV-Dokumentationen im Bereich Politik und Geschichte. Deutschlandweit für Aufsehen sorgten seine Dokumentationen Das Ministerium für Staatssicherheit – Alltag einer Behörde (2002, Regie Christian Klemke) und Wir waren in der AfD – Aussteiger berichten (2024).

## Auszeichnungen (Auswahl)
- 2002: Adolf-Grimme-Preis für Roter Stern über Deutschland, gemeinsam mit Christian Klemke
- 2019: Alternativer Medienpreis für Die Versteigerer – Profiteure des Holocaust, gemeinsam mit Michael Schönherr
- 2024: Hanns-Joachim-Friedrichs-Preis für Wir waren in der AfD – Aussteiger berichten sowie Die große Angst: Zukunft in Ostdeutschland
- 2024: Blauer Panther (ehemals Bayrischer Fernsehpreis) für Wir waren in der AfD – Aussteiger berichten

## Filmographie (Auswahl)
- 2001: Roter Stern über Deutschland (ARD/ORB, 3 × 45 Min.; zusammen mit Christian Klemke)
- 2002: Das Ministerium für Staatssicherheit – Alltag einer Behörde (MDR/Arte, 90 Min.; zusammen mit Christian Klemke)
- 2002: Stalingrad (ARD/ORB, 2 × 45 Min.; zusammen mit Christian Klemke)
- 2008: Bartóks Requiem (Hoferichter und Jacobs, 90 Min.)
- 2011: Pershing statt Petting (ZDF, 2 × 45 Min., zusammen mit Sandra Maischberger)
- 2014: Unter Honeckers Flagge. Die MS Halberstadt im Vietnam-Krieg (RBB, NDR, 45. Min.)
- 2015: Was wurde aus der Stasi? (RBB, 45 Min.; zusammen mit Michael Bluhm)
- 2016: Was wurde aus der SED? (MDR, 45 Min.)
- 2017: Mit Hass und Gewalt – Angriff auf die Demokratie (ARD, MDR, BR 2017, 45 Min.; zusammen mit Marcel Siepmann)
- 2018: Die Versteigerer – Profiteure des Holocaust (MDR, 45 Min.; zusammen mit Michael Schönherr)
- 2019: Im Land der Täter (MDR, RBB, WDR, BR, 2 × 45 Min.)
- 2020: Die Kinder des Krieges – Deutschland 1945 (RBB, MDR, HR, WDR, NDR, SR, RB, BR, SWR 2020, 90 Min.)
- 2021: Ungeduldig, unzufrieden, uneins. Die Deutschen am Ende von Merkels großer Koalition (MDR, WDR 2021, 45 Min.)
- 2023: Kinder der Flucht (SWR, BR, HR, MDR, NDR, Radio Bremen, RBB, SR und WDR 2023, 4 × 40 Min.)
- 2024: Wir waren in der AfD – Aussteiger berichten (MDR, BR, RBB, 90 Min.)